# Efrem Kinkulkin
Efrem Kinkulkin, też Affrem Aaron, Afrem Kinkulkin, Affrem Kinkulkin, Abraham Kinkulkin (ur. 13 grudnia 1884 lub w 1888 w Wilnie, zm. ?) – polski wiolonczelista wirtuoz i kompozytor pochodzenia żydowskiego. Wnuk Szewela Kinkulkina.

## Życiorys
Urodził się 13 grudnia 1884 lub w 1888 roku w Wilnie. Był synem Berela Kinkulkina i wnukiem wileńskiego antykwariusza, polskiego działacza narodowego Szewela Kinkulkina. Ukończył konserwatorium muzyczne w Lipsku, gdzie kształcił się pod kierunkiem Juliusa Klengela.
Po powrocie z Lipska uczył gry na wiolonczeli w Konserwatorium Muzycznym Zenona Jakubowskiego w Wilnie. Przez kilka lat mieszkał w Petersburgu, a potem w Szwecji. Był solistą w Sztokholmie. Współpracował z Kurtem Atterbergiem. Komponował utwory na wiolonczelę. Koncertował w całej Europie. W 1925–1932 był wiolonczelistą solistą Orkiestry Symfonicznej w Lipsku. Wspólnie ze skrzypkiem Leo Schwartzem i pianistką Hellą Chitrik (urodzoną w Warszawie) stworzył tam Trio im. Mendelssohna. Był też zaangażowany w Żydowskim Stowarzyszeniu Śpiewaczym „Hazomir”.
Koncertował w Polsce. Grał również na koncertach charytatywnych. Od 1926 roku koncerty Kinkulkina były transmitowane przez Radio Lipsk.
Po dojściu Hitlera do władzy wyjechał z Lipska i wrócił do Wilna. Data i miejsce jego śmierci są nieznane.